# Mikkonpää
Mikkonpää är öar i Finland. De ligger i Bottenviken och i kommunen Kalajoki i landskapet Norra Österbotten, i den nordvästra delen av landet. Öarna ligger omkring 130 kilometer sydväst om Uleåborg och omkring 460 kilometer norr om Helsingfors.
Arean för den av öarna koordinaterna pekar på är 0,4 hektar och dess största längd är 130 meter i sydöst-nordvästlig riktning. Runt Mikkonpää är det glesbefolkat, med 12 invånare per kvadratkilometer. Närmaste större samhälle är Himango, 17,5 km söder om Mikkonpää.